# Từ Thánh Quang Hiến Hoàng hậu
Từ Thánh Quang Hiến Hoàng hậu (chữ Hán: 慈聖光獻皇后, 1016 - 16 tháng 11, 1079), còn gọi Từ Thánh Tào Thái hậu (慈聖曹太后) hay Từ Thánh hậu (慈聖后) là Hoàng hậu thứ hai của Tống Nhân Tông Triệu Trinh. 
Tuy tại vị hoàng hậu hơn 28 năm nhưng bà không sinh cho Tống Nhân Tông bất kỳ người con nào. Bà trở thành Hoàng thái hậu nhiếp chính dưới thời Tống Anh Tông Triệu Thự và trở thành Thái hoàng thái hậu đầu tiên của nhà Tống dưới thời Tống Thần Tông Triệu Húc, nắm hết quyền lực tối cao, trở thành vị Hậu cung xưng Chế thứ hai sau Chương Hiến Minh Túc hoàng hậu. Thời Tống Thần Tông có trọng dụng Vương An Thạch và ["Biến pháp"; 變法], luận cải cách chính trị và cả quy chế tổ tông. 
Trong lịch sử triều Tống, Tào hậu cùng cháu gái là Cao Thái hậu, sinh mẫu của Tống Thần Tông là những người đứng đầu phái phản đối với lập trường không thể tùy tiện thay đổi điển chế. Tuy nắm giữ quyền lực nhiếp chính, phạm vào đại kị của nữ giới (hậu cung không can chính), nhưng Tào hậu vẫn được xem như một ["Hiền hậu"] của triều Tống, cùng Cao hậu về sau được xưng tụng là bậc nữ lưu kiệt xuất.

## Tiểu sử

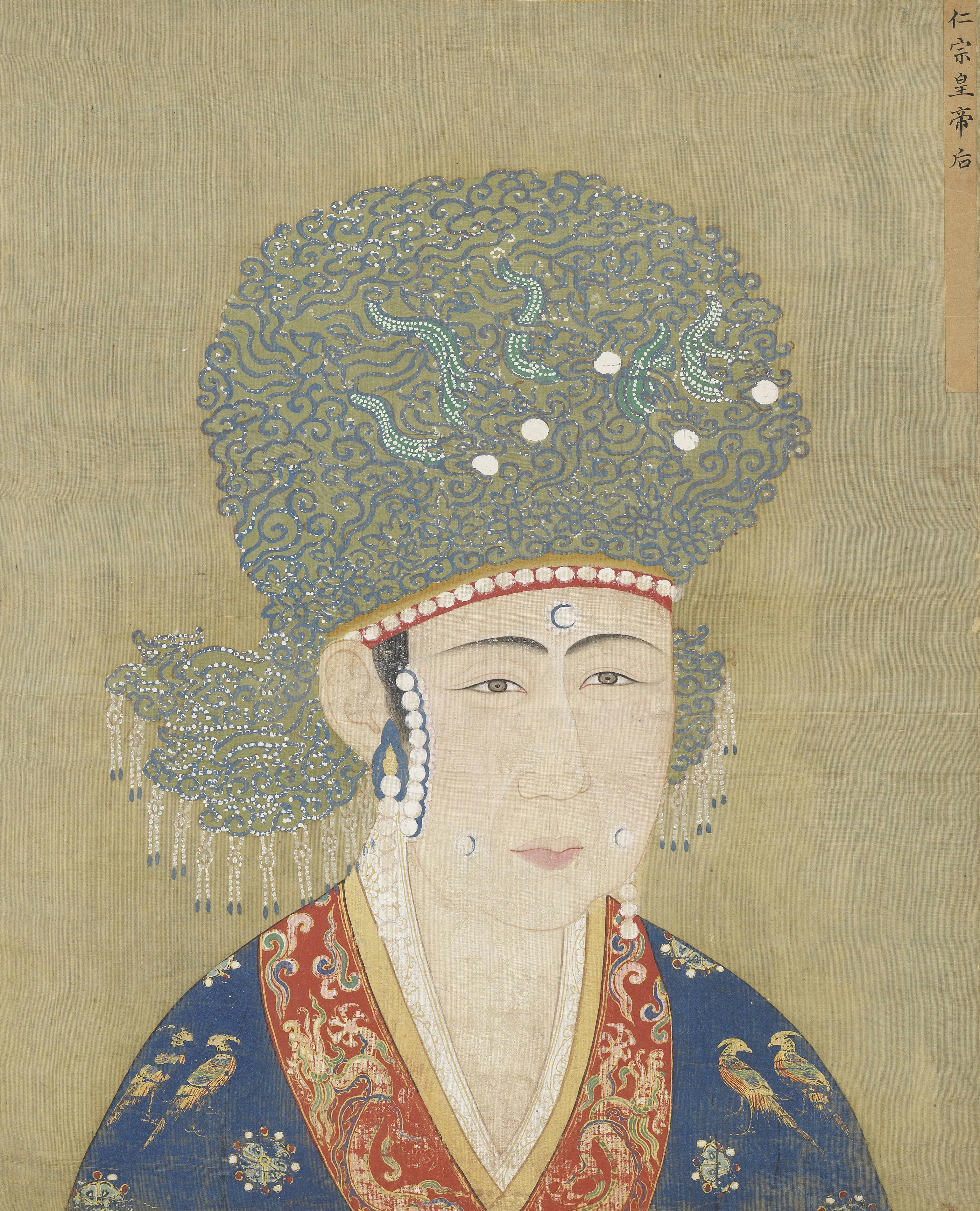
Cận chân dung Từ Thánh Quang Hiến Tào Hoàng hậu.

Từ Thánh Quang Hiến Hoàng hậu Tào thị, nguyên quán ở Linh Thọ, Chân Định (nay là huyện Linh Thọ, Hà Bắc). Bà xuất thân từ gia tộc hiển hách triều Tống, có Tổ phụ là danh tướng khai quốc công thần Tào Bân, nguyên nhậm Xu mật sứ, tặng Lỗ Vũ Huệ vương (鲁武惠王). Phụ thân Thượng thư Ngu bộ Viên ngoại lang tặng Ngô An Hi vương Tào Kỷ (曹玘), cưới Mã thị sinh ra Tào hậu, ngoài ra bà còn có một người anh em tên Tào Dật (曹佾). Từ nhỏ, Tào thị thông thạo sách vở, Tứ thư Ngũ kinh đều thuộc làu. Đặc biệt bà còn rất thành thạo một kiểu thư pháp thanh nhã là ["Phi Bạch thư"; 飛帛書].
Năm Minh Đạo thứ 2 (1033), Chương Hiến Lưu Thái hậu giá băng, Tống Nhân Tông bắt đầu tự mình chấp chính. 
Cùng năm, Hoàng hậu đầu tiên của Tống Nhân Tông là Quách hoàng hậu bị phế, thiên cư tại Trường Ninh cung. Năm đó Tào thị 18 tuổi, được Chương Huệ Thái hậu nhìn trúng mà phụng chiếu nhập cung phối ngẫu với danh phận chính thất. Sang năm sau, tức Cảnh Hữu nguyên niên (1034), tháng 9, chính thức sách lập Tào thị làm Kế hậu. Tào hậu có mẫu nghi phong phạm lại đức hạnh hiền nhân, nhưng dung mạo bà không đặc biệt xuất chúng, khiến một người trọng mỹ nữ như Tống Nhân Tông không sủng ái. Tống Nhân Tông về sau chuyên sủng Trương Mỹ nhân, khiến Trương thị được đà lấn tới.

## Phong độ mẫu nghi

### Ninh Thọ cung biến
Năm Khánh Lịch thứ 8 (1048), tháng giêng, xảy ra Ninh Thọ cung sự biến (坤寧宮事變). Khi ấy Tống Nhân Tông đang chuẩn bị bày biện hoa đăng, gặp binh lính vệ từ đâu đến xông vào tẩm cung. Tào hậu đương phụng dưỡng Hoàng đế, nghe nói biến loạn, lập tức khuyên can Hoàng đế lánh đi. Sau, Tào hậu mệnh Đô tri Vương Thủ Trung (王守忠) mang binh vào cung bình loạn. Mãi sau, loạn binh đánh ụp trước cửa điện, chém giết Thái giám và cưỡng đoạt Cung nữ, Nhân Tông toan muốn ụp ra trước điện mấy lần, đều do Tào hậu cản lại. Loạn binh vây khốn suốt cả một đêm. Hễ khi Thái giám thụ lệnh ra điện truyền đạt thông tin, Tào hậu đều tự tay cắt một đoạn tóc của họ, nói:"Ngày mai luận công hành thưởng, hãy lấy tóc làm chứng!". Bởi vậy, mọi người đều tranh tiên xuất lực, loạn binh thực mau bị tiêu diệt.
Nhưng sự hi sinh và bản lĩnh của Tào hậu không được Nhân Tông tưởng thưởng. Khi ấy, Trương Mỹ nhân cũng vừa kịp đến cứu giá, lại lấy thân mình bảo vệ Hoàng đế khiến Nhân Tông cảm động. Sang ngày hôm sau, Nhân Tông ngự điện, đặc biệt khen thưởng Trương thị, đại thần là Hạ Tủng (夏竦) kiến nghị nên trọng thể thưởng cho Trương thị, nhưng Trương Phương Bình (张方平) bất đồng ý kiến, bèn nói lại với Trần Chấp Trung (陳執中) rằng:"Ngày xưa, Phùng Tiệp dư chắn gấu, cũng chưa từng nghe đặc thù khen thưởng. Hơn nữa đã có Hoàng hậu lại tôn sùng Quý phi, xưa nay không có đạo lý này. Nay ông tâu xin trọng thưởng Quý phi, tất thiên hạ sẽ dồn vào ông mà chỉ trích!". Trần Chấp Trung sợ hãi mà không tấu hùa theo. Tháng 10 năm ấy, Trương thị được Nhân Tông thăng vị làm Quý phi.
Về sau, Gián quan Vương Chí (王贄) là phe của Hạ Tủng hư hư thực thực sâng sớ, ngầm nói Tào hậu là chủ mưu thực sự của cung biến đêm ấy. Tuy nhiên, Ngự sử đài nhanh chóng dâng sớ phản bác, cho rằng việc này phát triển quái dị, đủ loại dấu hiệu biểu hiện có người muốn đem việc này dẫn đường ám hại Hoàng hậu, hòng câu kết đem lập Trương thị làm Hoàng hậu. Mặc dù sủng ái Trương thị, nhưng trước sự kiện này Nhân Tông cũng không đến mức u mê. Tào Hoàng hậu vì thế vẫn bảo toàn ngôi vị. Tuy vậy, trong lòng Nhân Tông vẫn có chút nghi kị với Tào hậu. 
Khoảng năm Gia Hữu nguyên niên (1056), Nhân Tông bệnh nặng, thần trí không rõ, trong miệng thế nhưng hô to:"Hoàng hậu cùng Trương Mậu Tắc mưu việc đại nghịch!". Nội thị Trương Mậu Tắc (张茂则) vốn là Thái giám cũ trong cung, nghe Nhân Tông lẩm bẩm mà sợ tái xanh cả mặt, thiếu điều tự sát, may có người ngăn cản kịp thời. Tể tướng Văn Ngạn Bác (文彦博) khuyên:"Hoàng thượng có bệnh nên nói mê sảng thôi, ngươi hà tất phải làm ra cái bộ dạng này?! Ngươi mà chết, thì Hoàng hậu biết làm sao?". Trương Mậu Tắc nghe vậy, mặc dù rất sợ nhưng vẫn hầu hạ Nhân Tông như cũ. Riêng Tào hậu thì không thể tùy tiện ở trước mặt Nhân Tông thị phụng nữa.

### Cẩn thận khoan dung
Tống Nhân Tông sủng ái Trương Quý phi, sau sự kiện Ninh Thọ cung. Trương thị thụ sủng, được không ít người trong cung nịnh bợ. Chứng kiến Trương Quý phi trở nên bá đạo, Tào hậu lại không hề mảy may so đo. Hằng ngày bà cùng phi tần trong cung điều phối quản lý lương thực, trồng dâu nuôi tằm mà không mấy khi tranh chấp với sủng phi Trương thị này. Chính vì vậy mà dù sủng ái Trương Quý phi, Nhân Tông vẫn tôn trọng Hoàng hậu.
Sau sự biến Ninh Thọ cung, một nội tỳ của Tào Hoàng hậu bị phát hiện tư thông với một lính vệ trong cơn binh loạn. Dù là người thân thiết, Tào hậu vẫn tuân thủ cung quy mà tiến hành xử tử. Cùng đường, vị nội tỳ đành chạy đến chỗ Trương Quý phi để cầu tình. Trương Quý phi nói lại với Nhân Tông nên Nhân Tông đặc biệt ân xá. Tào hậu biết được, mặc trang phục nghiêm chính đến tẩm điện của Nhân Tông, thỉnh cầu xử tội theo đúng quy chế đặt ra, còn nói:"Không như vậy, còn gì là luật pháp?!". Nhân Tông ban bà ngồi xuống, nhưng Tào hậu vẫn không ngồi, cứ đứng như vậy biểu thị chính kiến. Nhân Tông cuối cùng ban chết cho nội tỳ. Thấy Tào hậu luôn nhịn mình, Trương Quý phi càng không kiêng dè. Việc Trương Quý phi thịnh sủng đã đến tai triều thần, nhiều người đã dâng tấu chỉ trích, nhưng Nhân Tông vẫn bao che, điều này khiến Trương Quý phi không nể nang, thậm chí xem thường Hoàng hậu ra mặt. Có lần, Trương Quý phi muốn dùng nghi thức Hoàng hậu xuất cung, Nhân Tông vì Trương thị mà đến cung Hoàng hậu, vời cho Quý phi mượn dùng. Tào hậu vẫn không oán thán, vui vẻ đáp ứng. Điều này khiến Nhân Tông cảm thấy Hoàng hậu quá khoan từ, còn Trương thị thì ỷ sủng sinh kiêu, làm mất thể thống, nên quay về mắng Trương thị:"Quốc gia đều có pháp độ, có trật tự. Khanh dùng nghi thức Hoàng hậu xuất du, là xem thường kỷ cương". Trương Quý phi đành phải khép nép vâng lời.
Bấy giờ, Tào hậu không con, Trương Quý phi tuy được sủng hạnh nhưng không sinh được Hoàng tử. Cả ba Hoàng tử là Triệu Phưởng (趙昉), Triệu Hân (趙昕) và Triệu Hi (趙曦) đều chết non, Tống Nhân Tông vô tự trở thành chuyện đại sự. Tào hậu đã thuyết phục Nhân Tông chọn con trai thứ ba của Bộc An Ý vương Triệu Duẫn Nhượng là Triệu Tông Thực làm người kế vị. Đế-Hậu cho đón Tông Thực vào cung, khi đó chỉ mới 4 tuổi.
Năm Gia Hữu thứ 7 (1062), tháng 8, Triệu Tông Thực đã 31 tuổi, được lập làm Hoàng thái tử, ban danh là Triệu Thự (趙曙).

## Thái Hoàng triều Tống

### Triều đại Anh Tông
Năm Gia Hữu thứ 8 (1063), ngày 29 tháng 3 (tức ngày 30 tháng 4 dương lịch), Nhân Tông băng hà, Hoàng thái tử Triệu Thự kế vị, tức Tống Anh Tông. Tào Hoàng hậu do là Mẫu hậu của Anh Tông nên được tấn tôn trở thành Hoàng thái hậu. 
Đương lúc đó Tống Anh Tông thường xuyên đau ốm, thỉnh Hoàng thái hậu「Quyền đồng xử phân Quân quốc sự; 權同處分軍國事」, Tào Thái hậu trở thành người nắm quyền nhiếp chính, tiến hành ["Thùy liêm thính chánh"; 垂簾聽政] ở Nội Đông môn Tiểu điện, theo lệ của Chương Hiến Lưu Thái hậu khi trước. Đại thần mỗi ngày có điều tấu không thể xử quyết, Tào Thái hậu liền nói:"Các ngài tự thương thảo đi!", chưa hề tự mình chủ trương bất kì điều gì. Bà chủ trương không dùng ngoại thích họ Tào, các đại thần trong triều, hễ người hầu có hành vi sai lầm, một chút ít cũng không châm chước. Do đó, cung đình chốn viện vào thời gian này rất nghiêm khắc tận tâm.
Năm Trị Bình nguyên niên (1064), mùa hè tháng 5 (ÂL), Anh Tông bệnh khởi sắc, Tào Thái hậu liền hạ lệnh ["Triệt liêm hoàn chính"; 撤簾還政], giao lại quốc sự cho Anh Tông. Chiếu thư có viết:「"Hoàng thái hậu xưng Thánh chỉ, Nghi vệ xuất nhập đều như lệ của Chương Hiến Thái hậu khi xưa"; 皇太后稱聖旨，出入儀衛如章獻太后故事。」, dâng cung điện là Từ Thọ cung (慈壽宮). Nhưng khi ấy Anh Tông cầm chiếu thư thật lâu không nhanh chóng thi hành, mãi đến mùa thu cùng năm mới chính thức chấp chính như cũ, lại gia phong cho em trai Tào hậu là Tào Bật hàm Đồng Trung thư môn hạ Bình chương sự (同中書門下平章事).

### Triều đại Thần Tông
Năm Trị Bình thứ 4 (1067), ngày 25 tháng 1, Tống Anh Tông băng hà khi chỉ vừa 35 tuổi, Tống Thần Tông kế vị. Khi ấy, Tào Thái hậu trở thành Thái hoàng thái hậu, là vị Thái Hoàng đầu tiên của nhà Tống, xưng gọi [Tào Thái hoàng; 曹太皇]. Bà cư ngụ tại Khánh Thọ cung (慶壽宮). 
Khi trị vì, Tống Thần Tông đối với Tào Thái hoàng cực kì tẫn hiếu, đi ra ngoài hay lên núi du ngoạn, mỗi khi đi thì đều ở phía trước đỡ tổ mẫu. Tuy vậy, bà vẫn chủ trương không cho triệu kiến nam duệ của họ Tào thường xuyên lui vào cung. Khi bà cao tuổi, Tào Dật cũng đã già, Thần Tông thỉnh thoảng muốn vời Dật vào cung thường xuyên gặp mặt, Tào Thái hoàng vẫn kiêng quyết không đồng tình. Ngày nọ, Dật theo hầu Thần Tông, ông lại thỉnh lên Tào Thái hoàng cho phép Tào Dật diện kiến, bà mới miễn cưỡng đồng ý. Nhưng khi nghe Dật còn dẫn mấy anh em họ trong nhà, Thái hoàng đóng cửa điện, không muốn gặp riêng.
Ban đầu, Tống Thần Tông rất trọng dụng Vương An Thạch và biến pháp của ông ta, muốn thực hiện cải cách biến đổi đất nước. Tào Thái hoàng cùng cháu gái là Cao Thái hậu, sinh mẫu của Tống Thần Tông lấy danh nghĩa ["Tổ tông pháp độ bất nghi khinh cải"; 祖宗法度不宜輕改] mà ra sức phản đối, đứng đầu nhóm bảo thủ chống lại biến pháp. Khoảng trong năm Hi Ninh (1068 - 1077), trước vài ngày diễn ra lễ viếng Thái Miếu, Thần Tông có ghé vấn an Tào Thái hoàng, bà nói:"Trước kia ta mỗi khi nghe nói dân chúng có cực khổ điều gì, nhất định phải nói cho Nhân Tông hoàng đế, Nhân Tông hoàng đế liền thi hành chính sách giảm thuế, hiện tại cũng hay là nên như vậy!". Thần Tông đáp:"Hiện tại không có chuyện gì". Thái hoàng nói:"Ta nghe nói dân chúng đối với Thanh Miêu pháp, Trợ Dịch pháp đều kêu khổ không ngừng, hai biện pháp này ắt nên đình chỉ. Vương An Thạch này tuy đúng là có tài học vấn, nhưng người oán hận ông ta quá nhiều. Hoàng đế muốn yêu quý hắn, thì cũng nên bảo toàn cho hắn, không bằng tạm thời phóng hắn đến ngoại tỉnh đi". Tống Thần Tông nghe đến mà giật mình, vốn dĩ muốn đình chỉ hai biện pháp vô ích này, nhưng bấy lâu vẫn thi hành do bị Vương An Thạch thao túng.
Sau đó, Thần Tông thường mỗi khi có quyết định quan trọng, tắc sẽ đến Khánh Thọ cung thương nghị, mọi lời nói đều tỉ mỉ tham khảo. Ngày ấy Tô Thức vì vụ án "Ô Thai thi án" (烏台詩案), vì viết một bài thơ mà bị hạ ngục, đương thời chắc mẩm rằng Tô Thức thế nào cũng chết. Tào Thái hoàng nghe thế, vội nói với Thần Tông:"Ta nhớ tới Nhân Tông hoàng đế ở Thi đình trông thấy hai anh em Tô Thức, bèn nói: [Ta vì con cháu mà chọn hai vị Tể tướng này!]. Nay nghe Thức vì sáng tác thơ mà hạ ngục, không phải là do kẻ thù vu tội đó sao? Trong tập thơ sưu tầm quả có câu sai, nhưng dù sao cũng chỉ là lỗi nhỏ. Nay ta đã rất yếu, không thể lại bởi vì oan uổng người tốt mà làm ảnh hưởng cảnh thái bình đương thời. Án của Tô Thức, Hoàng đế nên tỉ mỉ điều tra mới phải!". Thần Tông nước mắt chảy ròng, quỳ sụp tạ tội, Tô Thức như vậy mới có thể thoát án chết.

## Qua đời
Năm Nguyên Phong thứ 2 (1079), mùa đông, ngày 20 tháng 10 (tức ngày 16 tháng 11 dương lịch), Thái hoàng thái hậu Tào thị bệnh nặng mà băng thệ, thọ 64 tuổi. 
Sang năm (1080), tháng giêng, ngày Mậu Dần, dâng thụy hiệu là Từ Thánh Quang Hiến Hoàng hậu (慈聖光獻皇后). Sang tháng 3, ngày Quý Dậu, quan tài của bà được an táng tại Vĩnh Chiêu lăng (永昭陵). Ngày Ất Dậu, thăng phụ thần chủ lên Thái Miếu. Gia đình họ Tào được cất nhắc lên.
Thụy pháp của bà, được giải thích theo Tống hội yếu tập cảo (宋會要輯稿): 
- ⌈爱民好与曰慈，能以仁教曰慈；通达先知曰圣，穷理尽性曰圣；和宁百姓曰光，格于上下曰光；聪明睿智曰献，博闻多能曰献⌋
- ⌈Ái dân hảo dữ viết Từ, Năng dĩ nhân giáo viết Từ; Thông đạt tiên tri viết Thánh, Cùng lý tẫn tính viết Thánh; Hòa ninh bách tính viết Quang, Cách vu thượng hạ viết Quang; Thông minh duệ trí viết Hiến, Bác văn đa năng viết Hiến⌋

## Trong văn hóa đại chúng
| Năm  | Phim                                             | Diễn viên                                         |
| 1986 | Bao Công (包公)                                  | Thẩm Kiến Cẩn 沈建瑾                              |
| 2001 | Tô Đông Pha (骚东坡)                             | Bào Khởi Tĩnh 鲍起静                              |
| 2002 | Hỏa soái (火帅)                                  | Nhậm Lệ Minh 任丽明                               |
| 2008 | Tô Đông Pha (苏东坡)                             | Tát Nhật Na 萨日娜                                |
| 2008 | Đại Tống tài tử Hoàng Đình Kiên (大宋才子黄庭坚) | Vương Tư Ý 王思懿                                 |
| 2018 | Đại Tống cung từ (大宋宫词)                      | Cố Ngữ Hàm 顾语涵 Trương Nghệ Lộ (lúc nhỏ) 张艺露 |
| 2020 | Thanh Bình Lạc (清平乐)                          | Giang Sơ Ảnh 江疏影                               |